# 碳酸铕
碳酸铕是一种无机化合物，化学式为Eu2(CO3)3。

## 制备
碳酸铕可由三氯乙酸铵和三氯化铕的水溶液混合加热得到。饱和二氧化碳的碳酸铵溶液（可由盐酸和碳酸铵溶液反应得到）也可从铕盐溶液中沉淀处碳酸铕。其它制法还包括乙酸铕的热分解和氧化铕在水中的悬浊液和超临界二氧化碳的反应。

## 化学性质
碳酸铕可溶于酸，放出二氧化碳：
Eu2(CO3)3 + 6 H+ → 2 Eu3+ + 3 H2O + 3 CO2↑
碳酸铕在高温下分解，生成氧化铕：
Eu2(CO3)3 → Eu2O3 + 3 CO2↑